# Love's Prisoner
Love's Prisoner er en amerikansk stumfilm fra 1919 af John Francis Dillion.

## Medvirkende
- Olive Thomas som Nancy
- Joe King som Jim Garside
- William V. Mong som Jonathan Twist
- Harvey Clark som Cleveland
- Dolly Dare som Jane